# 殺科
廢除學課、廢課指將學科從教育中廢除，課程取消。在香港粵語及香港媒體會稱為殺科。在粵語中，殺科與煞科（殺青）的詞義是互不相通。

## 「殺科」與「煞科」的差別
殺科是粵語，香港傳媒常用來解作取消學科。 
不懂得正體字和其他中文（如粵語）的人，有部份中國網民會將「煞」、「殺」和「剎」搞亂以制罵戰。香港律師何君堯在面書發表他對「殺科」的理解：「就讓我點醒他們＂殺＂有慣用於：殺校(關閉學校)，殺科(完結)，殺哂(全勝)...」而李力持導演於微博回應「煞景」事件時，自己也將殺青寫成「剎清」。

## 可能成因
- 客觀原因：當地學生或社會不足以支撐一個學課存續，或校方未有足夠資源向學生提供課程時，從而要求減班、小班教學，甚至取消課目和廢校。 [7]
- 主觀原因：學校本身經營不善，醜聞不斷、教程內容不適當，或者在獨裁體制下違逆國家意志，教育主管機構便可能會將該校撤銷立案或勒令與其他學校併校等。
- 政策原因：政府教育主管機構決定修改學制或者更換教育體系時，往往使得正規學校都面對課程轉型問題。

## 各地情況

### 香港

#### 全港性系統評估
全港性系統評估不是單一學科，而是教育局以此評估學校和學生的水平，該評核考試的前身是香港學科測驗。然而，由於香港的小學生都在「課內課外，被要求過量操練『TSA』的練習和模擬試卷」。這種情況愈來愈嚴重，以至該些小童及家長壓力太大，社會最終出現「取消TSA」的聲音。而教師組織教協在2015年3至4月進行的問卷調查證明了這一點，反映調查中有超過6成的教師其實是反對TSA的。

#### 中國語文科改革的相關爭議

##### 全面的普通話教學
香港傳統教學上，中國語文科推行母語教學。政府課程教授文言文和官話白話文，筆試部份採用繁體中文，可書寫簡體中文，但考試不接受粵文。而口試及聆聽部份是粵語。後來考評局課程的不同科目也提供普通話版本，甚至有外語版本。外籍人士可以不選修中文，但英文還是必修科。除了中文科普通話版，還設有獨立的普通話科目。在過去的中文科，新文學運動中很多散文和新詩都是課程的指定讀物，如：朱自清的《背影》。

##### 2024年中文科取消聽說兩卷惹非議
2019年，政府建議取消中文科的聆聽及說話部份。然而，學制中只有這部份是涉及考生對於廣東語的應用，這也使香港的語言在兩岸三地中有其個性。因此，被受香港人高度關注。 有認為局方出於政治考慮，涉「消滅粵語」之嫌。
2021年4月1日，教育局正式宣布，2024年文憑試中文科會由四份試卷壓縮至兩卷，取消「聆聽及綜合能力」及「說話能力」試卷。

#### 香港高級程度會考
以下是香港高考改革期間取消的科目：
| 科目         | A—高級程度 | AS—高補程度 | 取消年份 |
| ------------ | ---------- | ----------- | -------- |
| 中國語言文學 | A          |             | 1994     |
| 設計與科技   |            | AS          | 2007     |
| 工程科學     | A          |             | 2007     |
| 音樂         | A          | AS          | 2007     |

- 香港高考的中國語文及文化科（中化科）因三三四學制而取消。由於舊制本科的中國文化部份過於複雜，香港考試及評核局宣布新制下會取消教授文化部份，即是中國語文科。

#### 香港的中學情況

##### 家政科
- 教育局2002年推出初中《科技教育學習領域課程指引》，家政將被納入「科技與生活」。[1]

##### 通識科
- 2021年通識科將於2021/22學年在中四級開始被「公民與社會發展科」取代。早於2019年反送中及2014年佔中等社會運動期間，有海量年輕人勇敢地站出來表達對政府不滿。親中派及香港建制派等親政府人士將這些問題指向通識科，有認為高中通識科「使學生激進」。繼而，香港特區政府展開討論，將通識科由必修科改為選修科；修改課程內容；甚至有殺科意見等。[2]

- 建制派立法會議員兼行政會議成員葉劉淑儀直言，希望在內會討論這些問題。她認為是教科書教材、工作紙試題的問題。葉太稱，這是新高中學制的「僭建科目」，是失敗之舉。但現時重點在於「殺科」會影響數千位通識教師，因而反對取消它。但建議將通識改為選修科，「你教得出色便有人讀。」[12]

##### 文學科
- 英國文學、中國文學在香港部份學校不是熱門學科，有學校自行取消文學類課程。不過也有學校原未設中國文學科，但在學生要求下開設，如循道中學。[13]

##### 高中科學科
組合科學、綜合科學於2021/22學年起停止。

##### 歷史
新學制下，教育局取消了初中中國歷史的「獨立必修科」地位後，數據顯示報讀的人數不斷減少。公開試修讀人數由第一至五屆間之差達4000人以上。  
兩史合併成「歷史與文化」科後引起大量反彈。有學界聲音表示要跟舊制一樣，要求「分科」且是「必修科」。  

#### 香港的大學情況
香港教育局與本地大學對培育科技人才被指缺乏統籌。報導舉出了天文學是中學物理科選修科目欲遭香港大學理學院取消了。同時，校方亦相同的修讀人數理由而取消了「數學物理」科，前香港天文台台長林超英為此作出了公開批評。 

### 台灣
有將「廢科」解作「沒有用處的科目」的例子。

### 其他國家及地區
- 曾有消息一度傳芬蘭將於2020年廢除中小學分科教學。此事引起新聞讀者對於學科式教育，與現象教學法（phenomenon-based learning）之間的爭論。[24] [25]

- 日本文部科學省建議各校廢除人文學科後，學者直言感到「文化亡國」。[26] [27]

## 資料來源
1. 1 2  家政納「科技與生活」領域 教師憂殺科 （页面存档备份，存于）
明報 2019年4月20號 （繁體中文）
2. 1 2  通識科何去何從-消息-檢討小組建議維持必修必考 （页面存档备份，存于） 香港01 2019年6月25號 （繁體中文）
3. ↑  【先向人仔講清楚】鄧麗欣IG興奮講煞景惹禍 微博急解畫 （页面存档备份，存于） Apply daily 2020年2月25號 （繁體中文）
4. ↑  稱「殺」是煞停　啜核港詞　何君堯：「政棍」中文差！誘敵深入一舉殲滅！報警告我恐嚇呀笨！ （页面存档备份，存于） 立場報道 2017年9月19號 （繁體中文）
5. ↑  "殺!"（原文出處） 何君堯 (Junius Ho Kwan Yiu) 2017年9月18日
6. ↑  入行30年，未聽過「煞景」 李力持的微博 2月26日 06:55 （简体中文）
7. ↑  「補助金等に係る予算の執行の適正化に関する法律」第22條
8. ↑  中文科擬取消聽說兩卷　何以引發「消滅粵語」之慮？ （页面存档备份，存于） HK01
9. ↑  【撐廣東話】教育局研刪除DSE中文聆聽及說話卷　Ben Sir︰廣東話一定要攬 （页面存档备份，存于） 經濟日報 親子 2019/08/16
10. ↑  微博發文撐廣東歌　關淑怡：如果要香港人愛國，請尊重廣東話 （页面存档备份，存于） 立場新聞 2019/3/27
11. ↑  消滅廣東話的元兇並不是試卷 （页面存档备份，存于） 香港獨立媒體 2019年8月16日
12. ↑  【葉劉淑儀專訪3】教育及青年工作失敗 通識應改為選修科 （页面存档备份，存于） 巴士的報. 2019年11月06日
13. ↑  【教育侏羅紀】逆流循道——中學生爭設文學科 （页面存档备份，存于） 教育侏羅紀 李顥謙 （繁體中文）
14. ↑  黃家樑：中國歷史科何去何從 信報網站 2014年11月8日（繁體中文）
15. ↑  特稿教育官員因輕視而殺科 蘋果日報 2012年8月28日（繁體中文）
16. ↑  港府擬合併中西史加入香港史，成為初中獨立科目「歷史與文化」[] 關鍵評論 2014/12/18
17. ↑  香港教育出現偏頗誰之過[] 教聯會主席 鄧飛
18. ↑  40所中學兩史合併教導中史獨立成科需時過渡 星島日報 2017年11月29日
19. ↑  中西史合併中學教局予時間過渡 大公網 2017年11月30日
20. ↑  八十後博士實驗套件搞活STEM 彌補學制離地 培育科技專才 （页面存档备份，存于） 信報財經新聞 （繁體中文）
21. ↑  林超英批評港大理學院取消天文及數學物理為主修科 香港電台（香港雅虎發布） 2017年5月11日
22. ↑  以6票之差　港大理學院通過取消「天文」、「數學／物理」主修科 HK01 2017-05-10
23. ↑  台灣大學廢課多，那國外學校就沒有嗎？留學生：有，但是… 聯合新聞網 2018-03-07
24. ↑  廢除中小學分科教學擺脫學科束縛　芬蘭2020年全面實行主題式教學 經濟日報 親子版 2019/02/19
25. ↑  從「芬蘭廢除中小學課程教育」的假消息，討論台灣教育現場的真問題 （页面存档备份，存于） 關鍵評論 2019年2月23日
26. ↑  日本文科省 建議廢人文學科2015/08/04 中國時報
27. ↑  日本83%國立大學欲整併廢除文科 學者痛批「文化亡國」 （页面存档备份，存于） 關鍵評論 2015/07/22

## 外部連結
- 港專殺科累人冇書讀 太陽報（香港）（页面存档备份，存于），香港媒體例子。
- 三大辣殺科>非三大非專業科?! LIHKG ，香港網民例子。